# Riserva naturale regionale orientata Bosco delle Pianelle
La riserva naturale regionale orientata Bosco delle Pianelle è un'area naturale protetta situata nel comune di Martina Franca, in provincia di Taranto e occupa 1200 ettari.

## Geografia

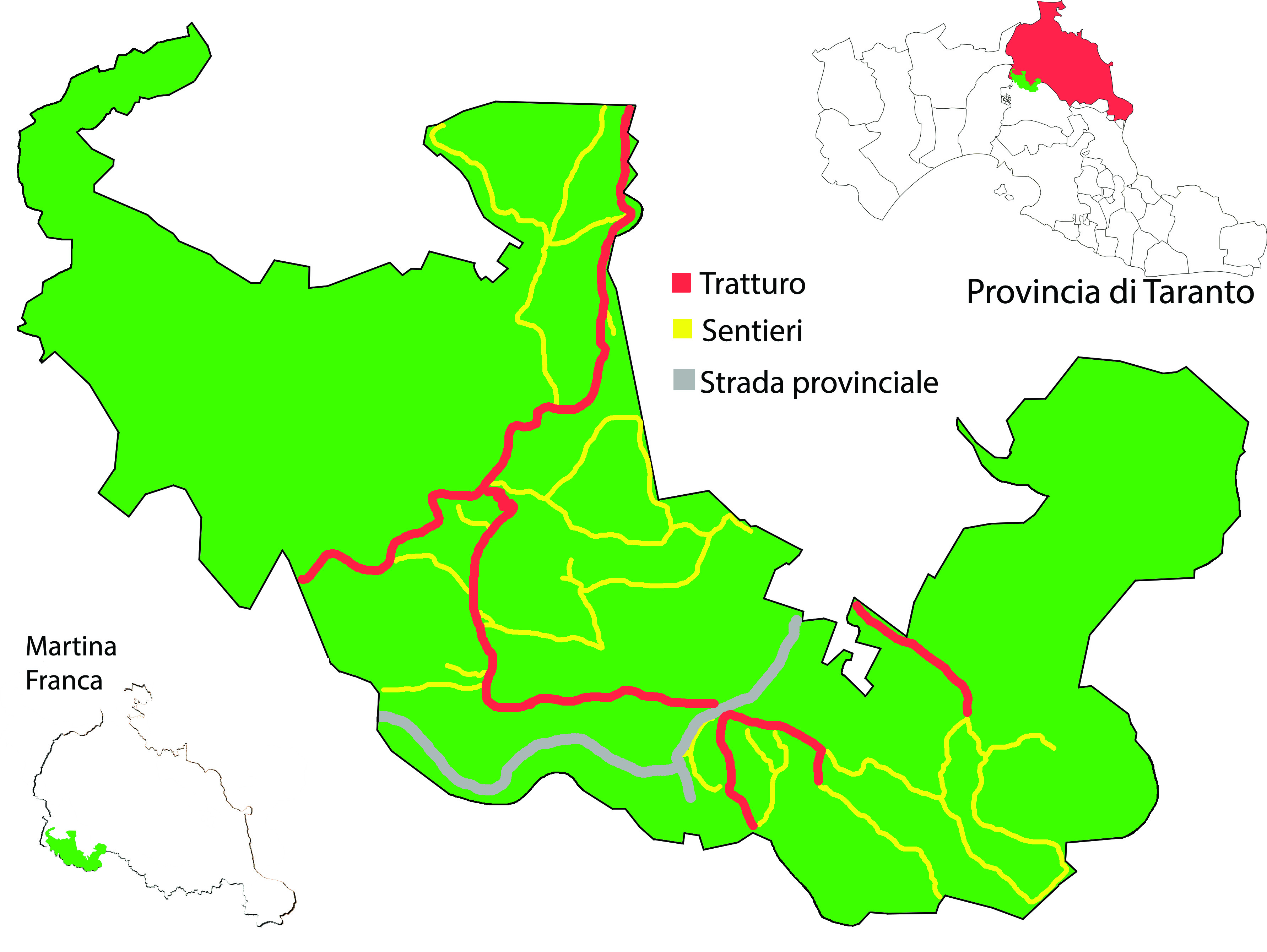
Mappa del bosco

Questo bosco occupa buona parte del gradino murgiano sino a Monte Fellone e Specchia Tarantina, oltre i bivi di Villa Castelli, Crispiano e di Mottola, digrada rapidamente verso la piana di Massafra.
Agli inizi del Novecento si rifugiarono qui molti briganti, tra cui il Sergente Romano; ne è esempio la grotta, all'interno della riserva, dove egli si nascondeva.

## Flora
Luogo ricco di cavità carsiche, il popolamento floristico è caratterizzato da fragno, roverella e lecceta d'alto fusto.
Il fragneto del bosco delle Pianelle è arricchito anche dalla vegetazione delle rare piante della splendida peonia, il carpino nero e la carpinella. Diverse le specie di orchidee selvatiche, di cui quelle più diffuse appartengono al genere Orchis e si possono osservare con maggiore frequenza in primavera.
Le altre specie presenti sono: l'orniello, l'olmo campestre, il terebinto, il corbezzolo, il biancospino, il lentisco ed il pero selvatico.

## Fauna
Molto ricca la fauna avicola: tra i rapaci diurni emerge la poiana con il suo lento volo planato.
Tra i Falconidi vi è il gheppio. Non è difficile avvistare il raro sparviere. Tra i rapaci notturni, oltre la comune civetta, vanno segnalati l'allocco,il barbagianni, e soprattutto il gufo comune. Uccello estivo e nidificante è l'upupa, vero simbolo dei boschi di quercia, e soprattutto dei fragneti, che pare prediligere per le sue acrobazie aeree e per la cova.
Ed è proprio nel ceduo di fragno, in particolare al confine tra questa ed i campi circostanti, che possiamo trovare alcuni Lanidi, come l'averla cinerina e l'averla capirossa. Uccelli stanzianti tutto l'anno sono la ghiandaia, la cinciarella, la cinciallegra, la tortora dal collare e il colombaccio. Mammiferi tipici del bosco sono piccoli roditori quali il topo quercino, il moscardino ed il topo campestre, oltre a lepri e conigli selvatici. Altri mammiferi sono la volpe, il tasso, la faina, il gatto selvatico, il riccio, la puzzola, il cinghiale, il lupo e l'istrice.